# Walther Däbritz
K. E. Walther Däbritz (* 21. Dezember 1881 in Grimma; † 26. Juli 1963 in Essen) war ein deutscher Wirtschaftswissenschaftler.

## Leben
Er war der Sohn von Hermann Däbritz und dessen Ehefrau Hulda geborene Grundmann. Walther Däbritz studierte nach dem Besuch der Fürstenschule in Grimma Rechtswissenschaften und Nationalökonomie an den Universitäten in München, Berlin und Leipzig. In Berlin wurde er 1906 mit einer Dissertation über die Staatsschulden Sachsens 1763–1837 zum Dr. phil. und in Leipzig 1908 zum Dr. iur. promoviert. Anschließend war er zunächst im Bankwesen tätig.
1912 wurde Walther Däbritz Dozent für Volkswirtschaftslehre in Essen, wo er akademische Kursen für Wirtschaftswissenschaften gab. 1922 wurde er Direktor der Akademischen Kurse und ab 1925 übernahm er zusätzlich das Direktorat der Niederrheinischen Verwaltungsakademie. Letzteres Amt übte er bis zum Ende des Zweiten Weltkrieges 1945 aus.
Auf seine Anregung hin erfolgte Ende der 1920er Jahre die Bildung einer Außenstelle Essen des Instituts für Konjunkturforschung in Berlin. Daraus entwickelte sich unter seiner Leitung das überregional bedeutsame Rheinisch-Westfälische Institut für Wirtschaftsforschung.
Walther Däbritz war ab 1927 Privatdozent und von 1938 bis 1945 Honorarprofessor an der Universität Köln. In den Jahren von 1934 bis 1945 war Däbritz ein ordentliches Mitglied der Historischen Kommission für Westfalen. Am 24. November 1950 wurde er erneut berufen und im Jahr 1960 in ein korrespondierendes Mitglied umgewandelt.
Er starb im Sommer 1963 im 82. Lebensjahr durch einen Verkehrsunfall unmittelbar vor dem von ihm geleiteten Rheinisch-Westfälischen Instituts für Wirtschaftsforschung in Essen.
Aus Anlass seines Todes fand am 22. Oktober 1963 eine große Gedenkfeier für ihn in Essen statt, deren Ansprachen in Druck erschienen.

## Werke (Auswahl)
- Denkschrift zum fünfzigjährigen Bestehen der Essener Credit-Anstalt in Essen. Essen 1922.
- Bochumer Verein für Bergbau und Gusstahlfabrikation in Bochum. Neun Jahrzehnte seiner Geschichte im Rahmen der Wirtschaft des Ruhrbezirks. Verlag Stahleisen, Düsseldorf 1934.